# Saint-Ouen (Somme)
Saint-Ouen è un comune francese di 2 054 abitanti situato nel dipartimento della Somme nella regione dell'Alta Francia.
Nel territorio del comune scorre la Nièvre, affluente della Somme.

## Società

### Evoluzione demografica
Abitanti censiti